# Judo alla XXVI Universiade
Gli incontri di judo alla XXVI Universiade sono stati disputati dal 13 al 17 agosto 2011 presso il sesto, settimo e ottavo padiglione dello Shenzhen Conference and Exhibition Center di Shenzhen.

## Podi

### Uomini
| Evento           | Oro | Argento | Bronzo |
| fino a 60 kg     | Kim Won-Jin | Chinbat Otgon | Robert Mšvidobadze Toru Shishime |
| fino a 66 kg     | Hwang Bo-Bae | Yuito Yoshida | Florent Urani Ma Duanbin |
| fino a 73 kg     | Denis Jarcev | Kim Won-Jung | Marcelo Contini Piotr Kurkiewicz |
| fino a 81 kg     | Tomohiro Kawakami | Rustam Alimli | Murat Chabačirov Victor Oliveira |
| fino a 90 kg     | Abdul Omarov | Šerali Džuraev | Valentin Radu Ryohei Anai |
| fino a 100 kg    | Ryunosuke Haga | Clement Delvert | Zafar Machmadov Kim Tae-kyeong |
| oltre 100 kg     | Kim Soo-Whan | Maciej Sarnacki | Mathieu Thorel Takeshi Ojitani |
| categoria libera | Kim Sung-Min | Renat Saidov | Masaru Momose David Silva |
| a squadre        | Giappone Ryunosuke Haga, Ryohei Anai, Takeshi Ojitani, Masaru Momose, Yuito Yoshida, Toru Shishime, Tomohiro Kawakami, Yasuhiro Awano | Francia Florent Urani, Antoine Jeannin, Thibault Dracius, Alexandre Iddir, Farid Ben Ali, Mathieu Thorel, Clement Delvert | Ucraina Andrij Burdin, Anatolij Laskuta, Kuedžau Nchabali, Ivan Jefanov, Vitalij Popovyč, Razmik Tonojan, Oleksandr Syzov Corea del Sud Hong Suk Woong, Hwang Bo Bae, Song Soo Keun, Kim Won-jung, Kim Sung-Min |

### Donne
| Evento           | Oro | Argento                                                                   | Bronzo |
| fino a 48 kg     | Kaori Kondo | Kristina Rumjanceva                                                       | Violeta Dumitru Aurore Climence |
| fino a 52 kg     | Zuzanna Pawlikowska | Seo Ha Na                                                                 | Yuki Hashimoto Meriem Moussa |
| fino a 57 kg     | Megumi Ishikawa | Kim Jan-Di                                                                | Helene Receveaux Hannah Luise Brueck |
| fino a 63 kg     | Esther Stam | Miki Tanaka                                                               | Hwang Chun-Gum Lin Meiling |
| fino a 70 kg     | Kim Polling | Laura Vargas Koch                                                         | Yuko Imai Natália Bordignon |
| fino a 78 kg     | Viktoriia Turks | Geraldine Mentouopou                                                      | Zhang Jie Jeong Gyeong-Mi |
| oltre 78 kg      | Qin Qian | Kim Na-Young                                                              | Émilie Andéol Belkız Zehra Kaya |
| categoria libera | Kim Ji-Youn | Aya Ishiyama                                                              | Claudirene César Émilie Andéol |
| a squadre        | Giappone Kanae Yamabe, Yuko Imai, Aya Ishiyama, Shori Hamada, Yuki Hashimoto, Kaori Kondo, Miki Tanaka, Megumi Ishikawa | Cina Ye Meixin, Guan Chunming, Lin Meiling, Yu Song, Zhang Jie, Chen Rong | Francia Émilie Andéol, Helene Receveaux, Valeriane Etienne, Geraldine Mentouopou, Aurore Climence, Elodie Grou, Heloise Lacouchie Polonia Joanna Jaworska, Agata Ozdoba-Błach, Zuzanna Pawlikowska, Agata Perenc, Katarzyna Furmanek |

## Medagliere
| Posizione | Paese          |    |    |    | Totale |
| --------- | -------------- | -- | -- | -- | ------ |
| 1         | Giappone       | 6  | 3  | 6  | 15     |
| 2         | Corea del Sud  | 5  | 4  | 3  | 12     |
| 3         | Russia         | 2  | 2  | 3  | 7      |
| 4         | Paesi Bassi    | 2  | 0  | 0  | 2      |
| 5         | Cina           | 1  | 1  | 3  | 5      |
| 6         | Polonia        | 1  | 1  | 2  | 4      |
| 7         | Ucraina        | 1  | 0  | 1  | 2      |
| 8         | Francia        | 0  | 3  | 7  | 10     |
| 9         | Germania       | 0  | 1  | 1  | 1      |
| 10        | Azerbaigian    | 0  | 1  | 0  | 1      |
| 10        | Mongolia       | 0  | 1  | 0  | 1      |
| 10        | Uzbekistan     | 0  | 1  | 0  | 1      |
| 13        | Brasile        | 0  | 0  | 5  | 5      |
| 14        | Romania        | 0  | 0  | 2  | 2      |
| 15        | Algeria        | 0  | 0  | 1  | 1      |
| 15        | Corea del Nord | 0  | 0  | 1  | 1      |
| 15        | Turchia        | 0  | 0  | 1  | 1      |
| Totale    | Totale         | 18 | 18 | 36 | 72     |